# Клавдія (співачка)
Клавдія Пападопулу (грец. Κλαυδία Παπαδοπούλου, нар. 2002 року), відома просто як Клавдія (або латинкою Klavdia)  — грецька співачка понтійського походження. Представниця Греції на Пісенному конкурсі Євробачення 2025 з піснею «Asteromata» (грец. Αστερομάτα).

## Музична кар'єра
Клавдія вперше стала відомою у 2018 році, коли взяла участь у п'ятому сезоні The Voice of Greece на телеканалі Skai TV. Під час прослуховувань вона виконала пісню «Roxanne» групи The Police, повернувши крісла всіх чотирьох суддів і ставши частиною команди Єлени Папарізу. Клавдія залишалася учасницею до останнього етапу програми, але не змогла кваліфікуватися до фінальної трійки.
Невдовзі після участі в шоу, підписала контракт із грецьким лейблом Panik Records, з яким випустила свої перші сингли, зокрема «Lonely Heart», «Haramanta» (грец. Χαραμαντά), що сертифікований IFPI Greece двічі платиновою сертифікацією за 40 000 проданих одиниць, «Holy Water» і «Vasanizomai» (грец. Βασανίζομαι). У 2024 році випустила свій дебютний мініальбом Klavdia.
10 січня 2025 року грецька телекомпанія ERT оголосила Клавдію з піснею «Asteromata» однією з учасниць Ethnikos Telikos, національного відбору, який мав визначити представника Греції на Пісенному конкурсі Євробачення 2025. На відборі, який відбувся 30 січня в Різдвяному театрі в Галаці, Клавдія виступила п'ятою учасницею з дванадцяти. Вона посіла перше місце в загальному голосуванні міжнародного журі та телеголосуванні, таким чином перемігши на конкурсі та здобувши право представляти Грецію на сцені Євробачення в Базелі.

## Плагіат
Співачку запідозрили у плагіаті номеру  від України минулих років  пісня 1944 та Teresa Maria .

## Дискографія

### EP
| Назва   | Деталі                                                   |
| ------- | -------------------------------------------------------- |
| Klavdia | - Вийшов: 2024 - Лейбл: Panik Records - Формат: стримінг |

### Сингли
| Назва                                      | Рік  | Альбом/EP            |
| ------------------------------------------ | ---- | -------------------- |
| «Lonely Heart»                             | 2022 | Сингли поза альбомом |
| «Edo Gyrnao»                               | 2022 | Сингли поза альбомом |
| «Haramanta»                                | 2023 | Klavdia              |
| «Holy Water»                               | 2023 | Сингли поза альбомом |
| «Fire in the sky»                          | 2023 | Сингли поза альбомом |
| «Vasanizomai»                              | 2024 | Klavdia              |
| «Movin' Too Fast» (разом з Playmen)        | 2024 | Сингли поза альбомом |
| «Nyxta mou megali» (разом з Oge та Arcade) | 2024 | Сингли поза альбомом |
| «Asteromata»                               | 2025 | Сингли поза альбомом |